# Plaça del Mur de les Lamentacions
La Plaça del Mur de les Lamentacions (en anglès: Western Wall Plaza) (en hebreu: רחבת הכותל המערבי‎) és una plaça que es troba en el Barri jueu de la ciutat vella de Jerusalem. La plaça es troba davant del Mur de les Lamentacions. La plaça fou establerta en 1967, després de la reunificació de la ciutat. com a resultat de l'arrasament del barri del barri marroquí al final de la Guerra dels Sis Dies.
En el costat nord de la plaça, es troba el túnel del mur de les lamentacions, i el Chain Generations Center. En el costat sud de la plaça es troba el parc arqueològic de Jerusalem, i la porta del fems. En el costat occidental de la plaça es troba el barri jueu.
La plaça mesura 10.000 m2 i pot acollir fins a 400.000 persones per dia.

## Galeria d'imatges

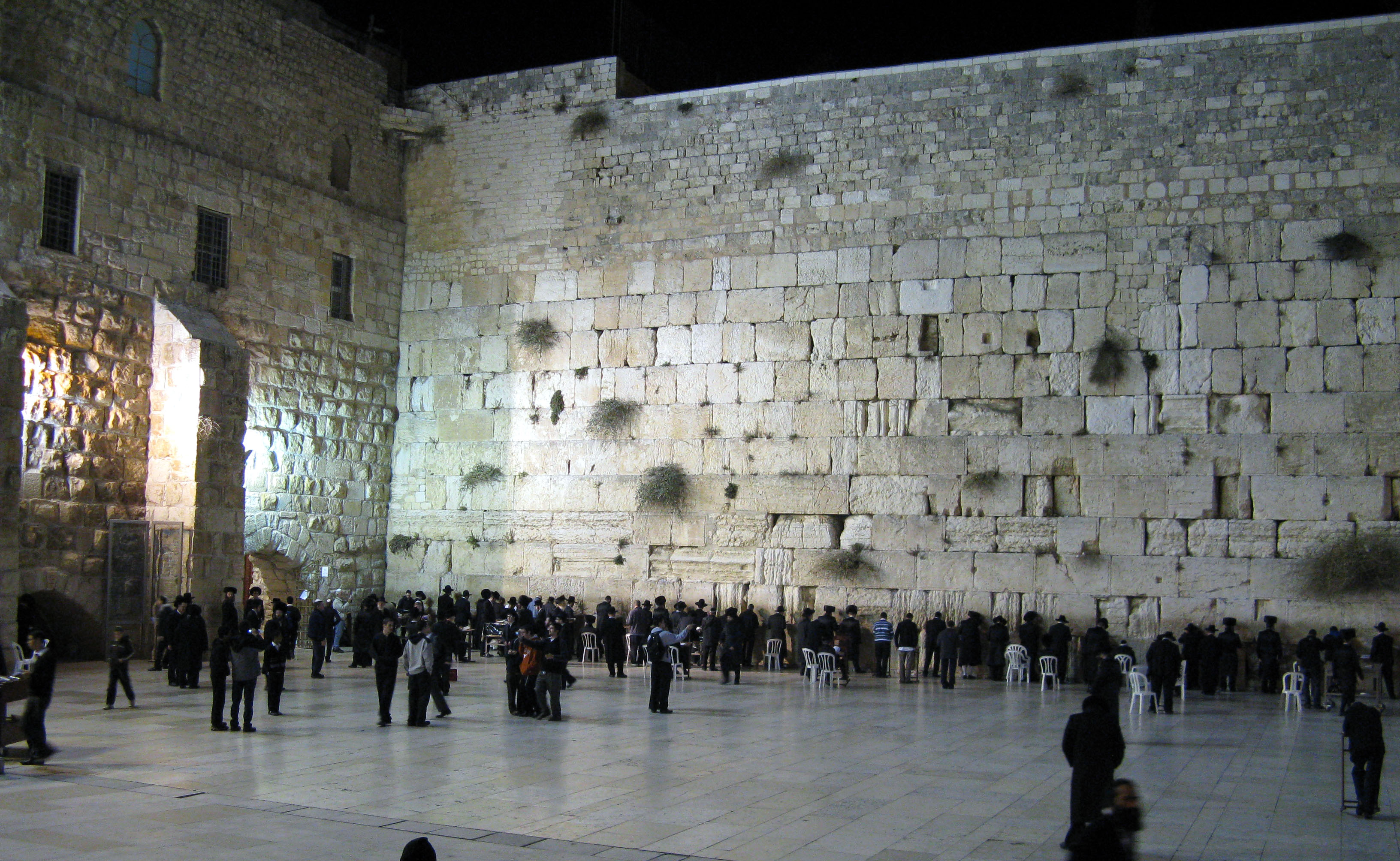
Mur de les Lamentacions
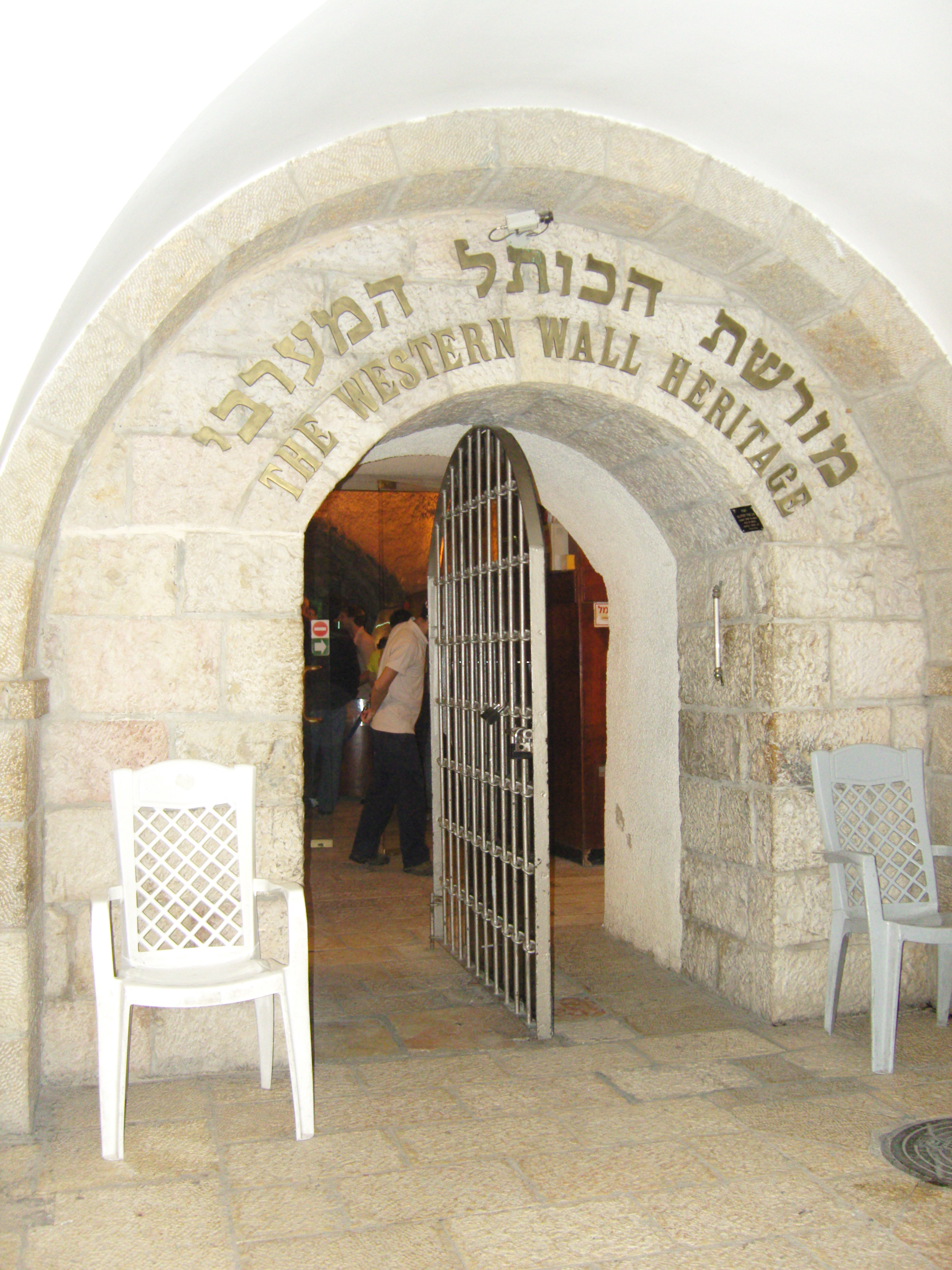
Túnel del Mur de les Lamentacions
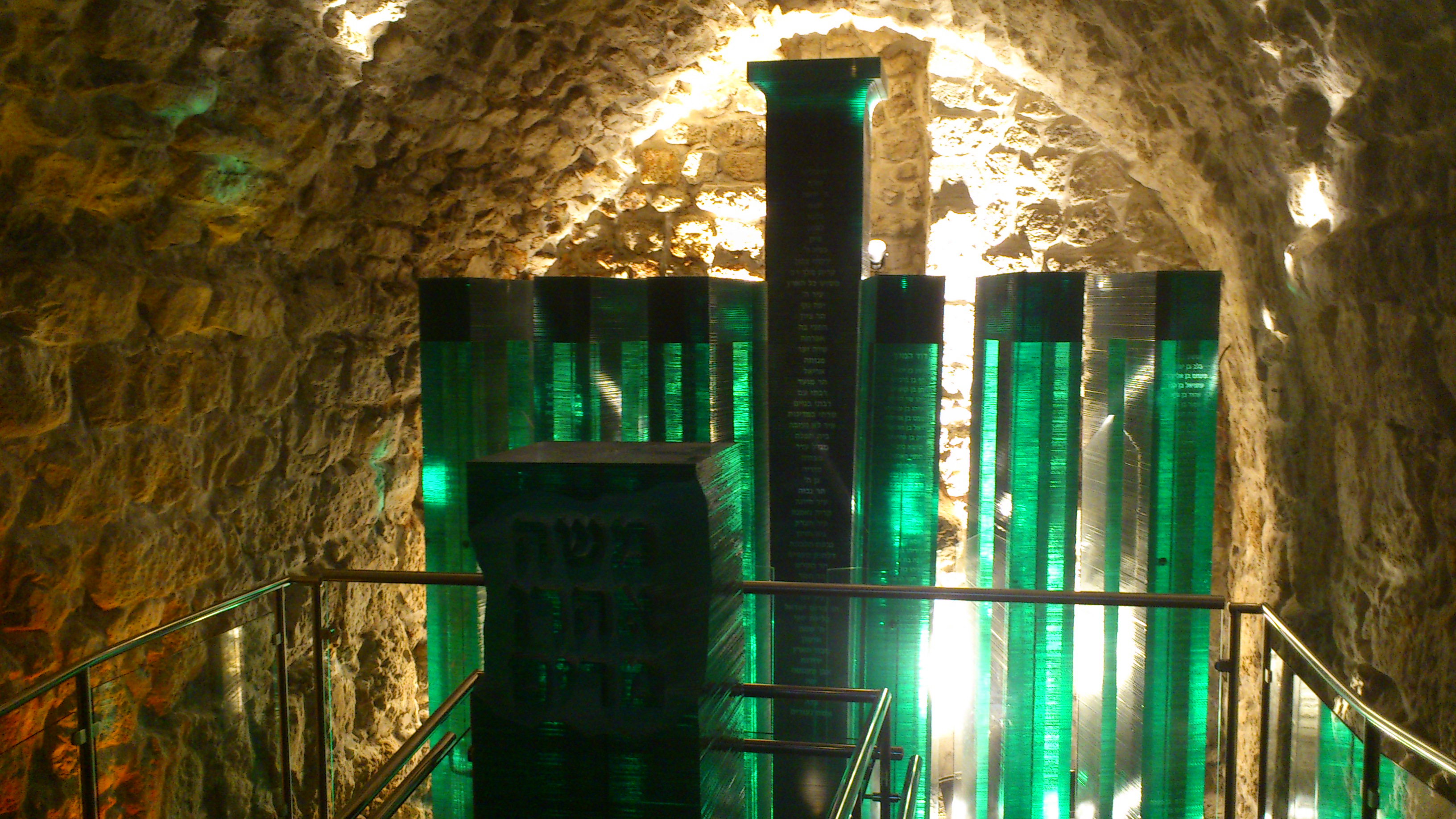
Chain Generations Center
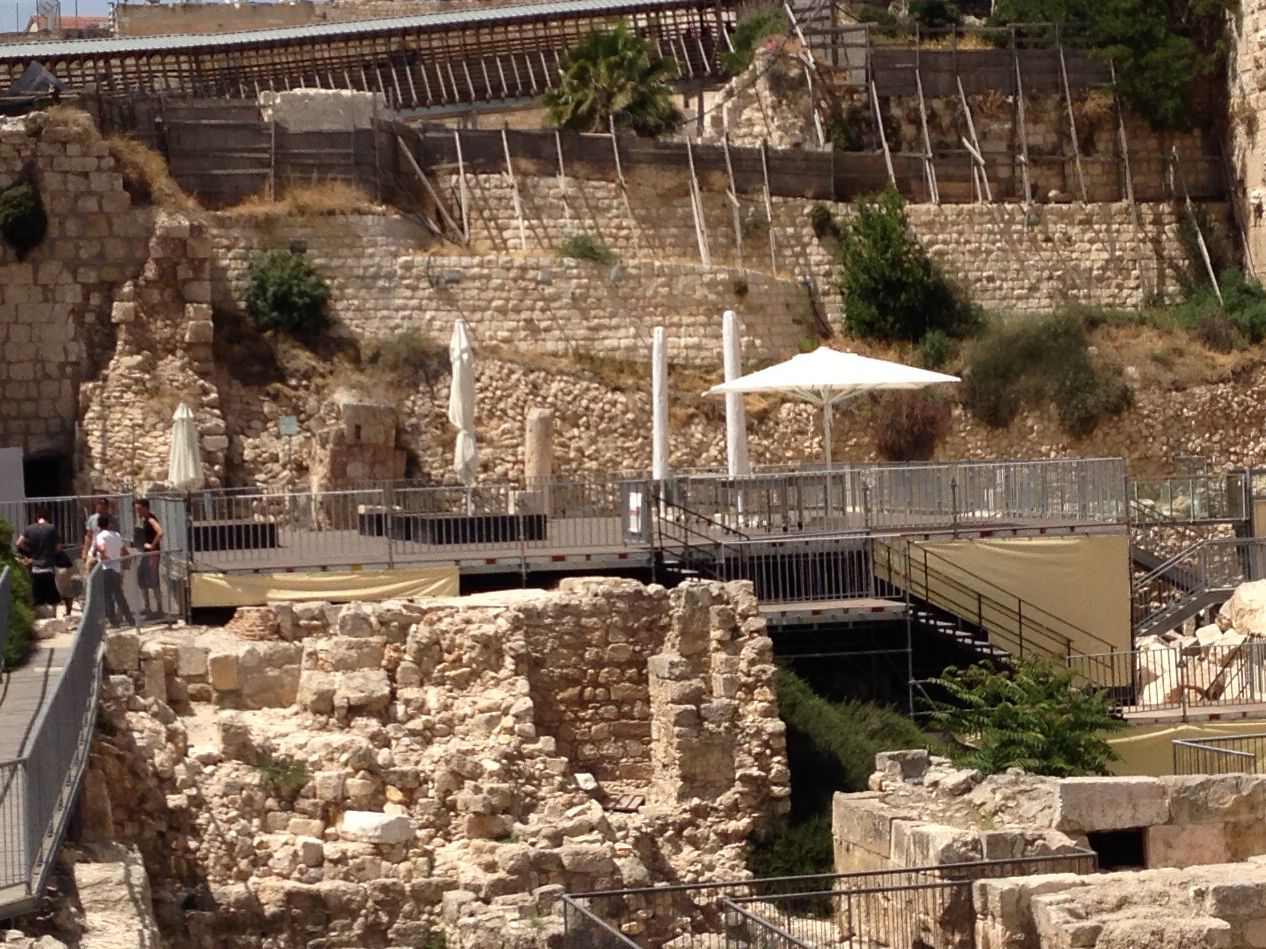
Arc de Robinson
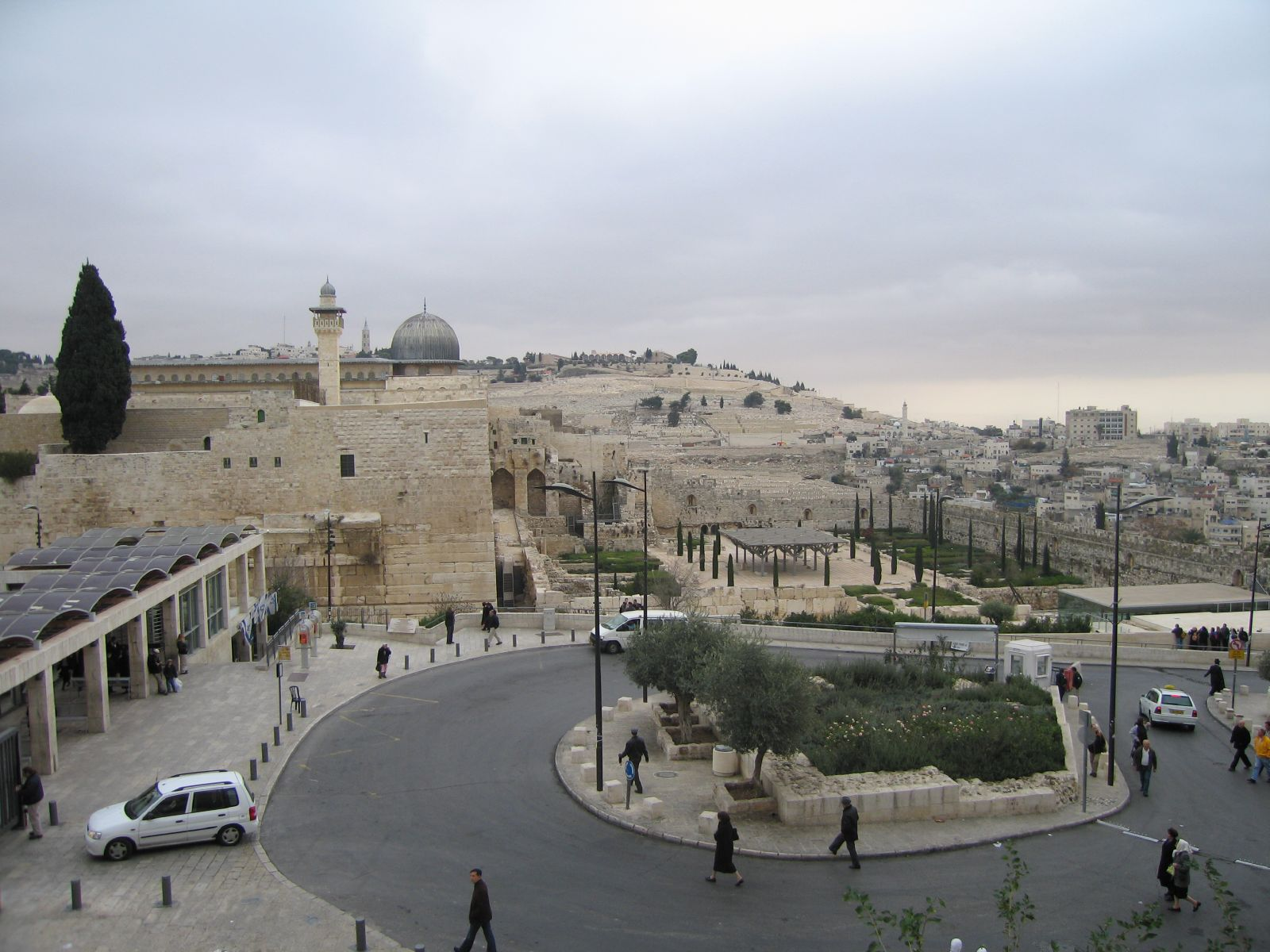
Parc Arqueològic de Jerusalem
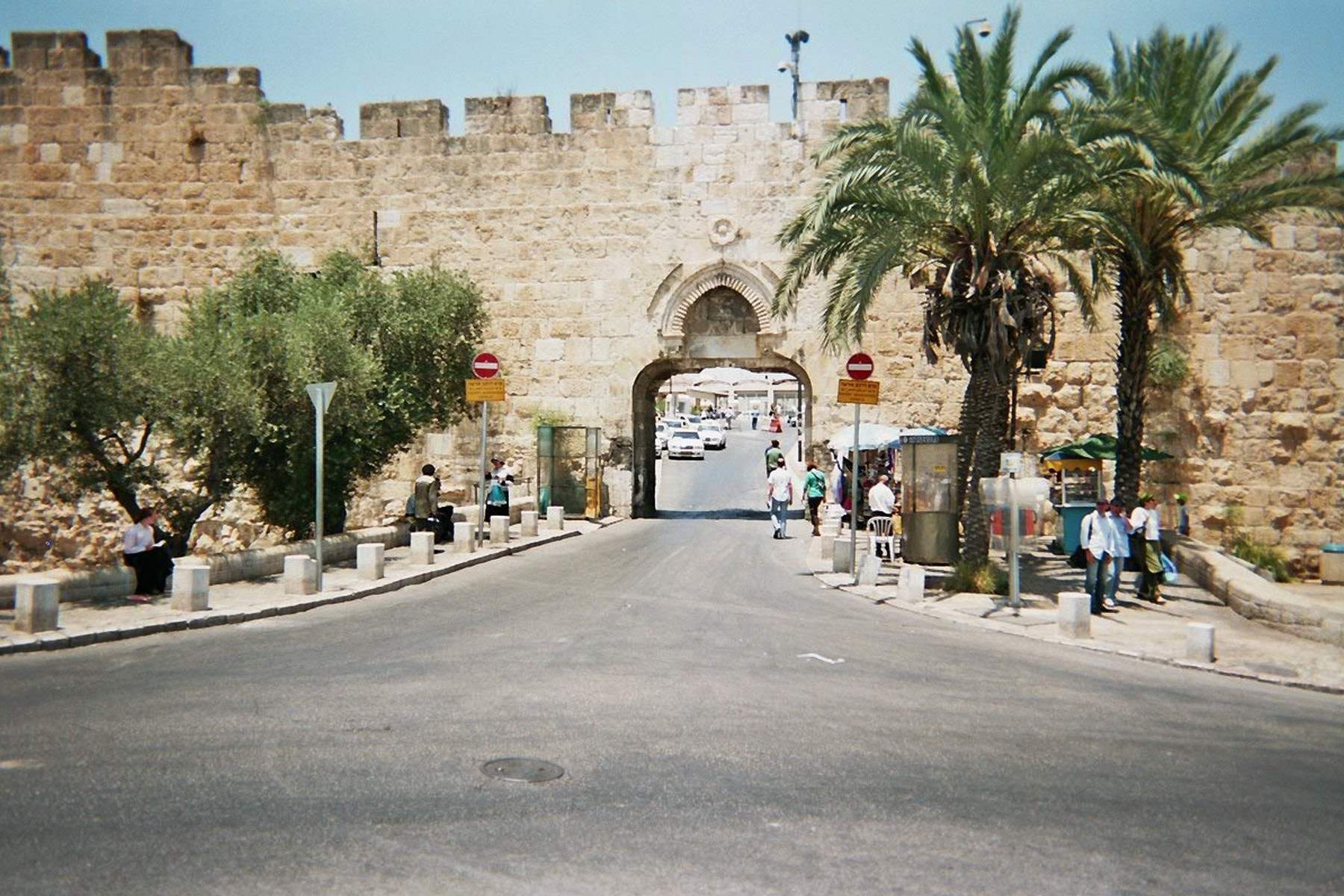
Porta del Fems